# Serieåret 1989

## Händelser

### April
- April - Sista numret av Tales of the Teenage Mutant Ninja Turtles publiceras och heter "Congratulations".[1]
- Temaparken Parc Astérix, baserad på Parc Astérix-serierna, invigs i Plailly.

### Oktober
- Oktober - I USA slutar Archie Comics TMNT Adventures följa den tecknade TV-serien från 1987, och börjar med "Something Fishy goes Down" utveckla egna historier.[2]

### Okänt datum
- Scott Adams serie Dilbert debuterar i amerikansk dagspress.
- I Sverige grundas serietidningarna Don Martin.[3] och Batman.[4]
- Satellitserien i Sverige, med Masters of the Universe och M.A.S.K., läggs ner.[5]

## Pristagare
- Adamsonstatyetten: Bud Grace, Don Martin, Cecilia Torudd
- Galagos Fula Hund: Lars Sjunnesson
- Reuben Award: Jim Davis
- Urhunden för svenskt album: Ensamma mamman av Cecilia Torudd
- Urhunden för översatt album: Den skrattande solen av Gilbert Hernandez (USA)

## Utgivning
- 5 x Kalle (Richters förlag)
- Serietidningen Samurai 1-12/1989, innehållande serierna Ensamvargen och Kamui.
- Serietidningen Pox 2/1989 innehåller serien Teleskopet av Yoshihiro Tatsumi
- Serietidningen Pox 7/1989 innehåller serien Good-Bye av Yoshihiro Tatsumi

## Avlidna
- 8 februari - Osamu Tezuka (född 1928), japansk animatör.
- 4 juni - Dik Browne, 71, amerikansk serieskapare
- 10 juli - Jean-Michel Charlier, 64, belgisk serieförfattare.
- 4 augusti - Paul Murry, 77, amerikansk serietecknare.

### Fotnoter
1. ↑  ”Congratulations”. Mirage Comics. 1 april 1989. http://miragelicensing.com/comics/mirage/tales/07/07.html. Läst 18 mars 2012.
2. ↑  ”Unofficial TMNT Comic Checklist”. Januari 2011. Arkiverad från originalet den 6 oktober 2011. https://web.archive.org/web/20111006033652/http://mutantooze.org/tmntdb/comics/TMNT%202011%20Comic%20Checklist.pdf. Läst 18 mars 2012.
3. ↑  Swecomics
4. ↑  Svenskt serieindex
5. ↑  Seriesamlarna